# باربارا ویپیخ
باربارا ویپیخ (لهستانی: Barbara Wypych؛ زادهٔ ۱۱ ژانویه ۱۹۹۲) بازیگر اهل لهستان است.
از فیلم‌ها یا مجموعه‌های تلویزیونی که وی در آن‌ها نقش داشته‌است، می‌توان به کنترل، نشانه‌ها، کروک - زمزمه‌های شبانگاهی، رؤیاهای آمریکایی، پدر متیو، صد سال خاندان وینیخ، لجن‌زار، ع چون عشق، در خوشی و سختی و پس‌تصویر اشاره نمود.